# Casa à Rua do Russel, 734
A casa à Rua do Russel 734, também conhecido como Villino Silveira, é uma construção de três pavimentos mais um torreão, projetada pelo arquiteto italiano Antônio Virzi em estilo Art Noveau. Localizado no bairro carioca da Glória, a edifício é tombado desde 1980.

## História
Foi erguida em 1915, ao lado do antigo prédio da Manchete e atualmente pertence ao hotel Glória. É um dos últimos trabalhos remanescentes no Rio de Janeiro do arquiteto Antônio Virzi
A construção foi solicitada por Gervásio Renault da Silveira, fabricante do Elixir Nogueira, para servir de residência para sua família. Em formato de castelo, é uma edificação assimétrica em seus três andares e uma torre de inspiração medieval. O portão de ferro, escadas e fachadas foram elaboradas pelo italiano Pagani, famoso no trabalho de ferro batido. Além desta residência, Antônio Virzi também construiu a fábrica do Elixir Nogueira em 1916 .
Após deixar de ser residência, foi ocupado pelo Café Glória, um restaurante e bar famoso da década de 1990. O tombamento da edificação foi defendida por Lúcio Costa, que em época anterior chegou a definir  Virzi como 'ovelha negra da crítica arquitetônica contemporânea'.

## Arquitetura
Segundo a planta original de Antônio Virzi:
- Térreo: era composto de uma sala, escritório, depósito e quarto de empregado
- Primeiro pavimento: era composto de duas salas, sala de jantar e mais uma outra dependência de empregado
- Segundo pavimento: era onde ficavam os quartos, no total  cinco

A verticalidade é a característica dominante da edificação, que lembra as construções medievais com  seu terraço similar a uma fortificação, coberto por um telhado sustentado por pilares de madeira sobre suportes de pedra salientes. A residência é cheia de arcos, colunas e capitéis, além do intenso uso de grades e balcões de ferro.  
Outros elementos também se destacam na arquitetura da residência: o avarandado, gárgulas, torres em estilo florentino e o portão em ferro batido, de autoria de Paulo Pagani.
A letra 'S', de Silveira,  na coluna de sua fachada 